# Viktoriya Yermolyeva
Viktoriya (Vika) Yermolyeva (ukrainisch Вікторія Єрмольєва/Wiktorija Jermoljewa; * 1978 in Kiew, Ukrainische SSR) ist eine Pianistin, die unter dem Künstlernamen vkgoeswild auftritt.

## Leben
vkgoeswild ist bekannt für ihre Heavy-Metal-Coverversionen am Klavier, lebt in Frankfurt am Main und hat verschiedene internationale Klavierwettbewerbe gewonnen. Nachdem sie an der Nationalen Musikakademie der Ukraine Peter Tschaikowski im Jahr 2000 ihr Studium beendet hatte, vertiefte sie ihre Fertigkeiten an der Hochschule für Musik Franz Liszt in Weimar und an der Internationalen Klavierakademie „Incontri col Maestro“ in Imola (Italien) gemeinsam mit dem Pianisten Lazar Berman. Weitere Studienaufenthalte führten sie in die Niederlande an die „Codarts Academy of Music and Modern Dance“ am Rotterdamer Konservatorium.
In der klassischen Phase gewann Yermolyeva den 1. Preis des „Filippo Trevisan“ für Interpretationen am Klavier in Italien. Sie ist Gewinnerin des Grachtenfestivals im Jahr 2005 in Amsterdam, gewann den ersten Preis des internationalen Wettbewerbes „Vincenzo Bellini“ in Italien, den ersten Preis des 20. Internationalen Klavier Wettbewerbes „Citta di Marsala“ sowie den Großen Preis des 9. Internationalen Pierre-Lantier-Musik-Wettbewerbes im Duett mit V. Dmitriev (Flöte) in Frankreich.
Seit 2006 richtet sie ihre Karriere in Richtung Rockmusik aus, wobei sie sich auf Coverversionen aus dem Bereich Heavy Metal spezialisiert hat. Manchmal covert sie auch klassische Orchesterkompositionen und Filmmusik, die sonst nicht in gedruckter Form erhältlich ist. 2019 spielte sie auf Humanicide von Death Angel beim Titel Immortal Behated.

## Diskografie
Alben
- 2020:  Happiness is not the point[3]